# Adiós a la bohemia
Adiós a la bohemia es una ópera chica en un acto, compuesta por Pablo Sorozábal, con libreto en español de Pío Baroja. Se estrenó en el Teatro Calderón de Madrid el 21 de noviembre de 1933.

## Comentario
Esta obra es un ejemplo de los esfuerzos creativos por renovar la escena española, buscando nuevos caminos. Pablo Sorozábal, profundo admirador de Pío Baroja, solicitó a este el permiso, y su ayuda, para adaptar escénicamente su pequeña obra teatral Adiós a la bohemia, en una obra lírica. 
En el apartado del libreto, es una obra que se aleja del verismo o de las grandes tragedias, para adentrarse en el pesimismo y la amargura del fracaso. Pío Baroja, hábil creador de personajes profundos y humanos, usa el típico cuadro costumbrista, para reflejar una situación más cercana y amarga, con personajes magistralmente trazados.
Con respecto a la música, Pablo Sorozábal trata de crear un nuevo camino a nivel musical, utilizando toda su técnica y conocimiento, para crear melodías de amplios vuelos, tanto líricos como sinfónicos, y sobre todo, dar carácter y ambiente a una obra en la que respira humanidad. Algunos números célebres son la romanza de Trini:¿Recuerdas aquella tarde?, el coro de prostitutas:Noche triste y enlutada, o la romanza de Ramón: El poeta pobre.

## Argumento
- Acto Único[2]

Ante el telón, un vagabundo expone al público lo que a continuación van a ver, un pequeño cuadro realista.
La escena representa un café de barrio, donde se reúnen pintores y varios personajes pintorescos. Llega Ramon, un pintor fracasado, el cual se ha citado con Trini, su antigua modelo y amante. Ella llega tarde y ambos ocupan una de las mesas; entre sonrisas y miradas, comentan todas sus peripecias y los tiempos pasados, cayendo en la cuenta de que no han podido lograr sus objetivos y al final la vida les ha demostrado su cara más amarga.
Un chulo llama a la puerta, buscando a Trini. Ella se despide cariñosamente y se marcha por la puerta. Ramon, perplejo, decide marcharse también, ante la escena el vagabundo reniega del realismo y de la amargura de la vida, proclamando "Vale más vivir en el sueño".

## Números musicales
- Acto único
  - Introducción (Orquesta)
  - Prólogo: "Señoras, señores, yo poeta fracasado"
  - Coro de pintores: "El Greco, Velázquez, Goya, esos son pintores"
  - Chotis del señor que lee El Heraldo: "Al volver cansado a su buhardilla"
  - Romanza del Vagabundo: "Absurdo, Absurdo, ya estamos en primavera"
  - Entrada de Trini: "Chico no pude antes"
  - Dúo de Ramón y Trini: " Dime y ¿qué has hecho?"
  - Interludio del Piano y el Violín: "Esta música me recuerda"
  - Romanza de Trini: "¿Recuerdas aquella tarde?"
  - Romanza de Ramón: "El poeta pobre, bohemio y truhán"
  - Coro de Prostitutas: "Noche, triste y enlutada como mi negro destino"
  - Duo de Ramón y Trini: "¡No, Trini, no!"
  - Entrada del Chulo y despedida de Trini: "Buenas, ¿Con qué, vienes u no?
  - Final: "Realismo cosa amarga"